# Pentaclorură de fosfor
Pentaclorura de fosfor este un compus chimic al fosforului cu clorul cu formula chimică PCl5.
1. ↑   http://www.cdc.gov/niosh/npg/npgd0509.html Lipsește sau este vid: |title= (ajutor)